# آميد (مهاباد)
قرية آميد (بالكردية: ئامێد) هي إحدى القرى التابعة لـمنغور الشرقية في ريف قسم خليفان من مقاطعة مهاباد، في محافظة أذربیجان الغربیة الإيرانية.

## السكان
حسب إحصاءات سنة 2006، بلغ إجمالي السكان في آميد 326 نسمة وعدد المساكن 52 مسكن. لغة سكان آميد هي اللغة الكردية وهم من أهل السنة والجماعة والمذهب الشافعي.